# Château de Puymaret
Le Château de Puymaret est un château construit sur la commune de Malemort, dans le département de la Corrèze, en France.

## Historique
Construit au XIIIe siècle et incendié en 1793, il est reconstruit au XIXe siècle. Il est inscrit au titre des monuments historiques depuis le 4 mai 2000.